# Gmina Lake Creek (Iowa)

Położenie Gminy Lake Creek w hrabstwie Calhoun

Gmina Lake Creek (ang. Lake Creek Township) – gmina w USA, w stanie Iowa, w hrabstwie Calhoun. Według danych z 2000 roku gmina miała 140 mieszkańców.